# Коби
Ко́би — село в Україні, у Новосанжарській селищній громаді Полтавського району Полтавської області. Населення становить 238 осіб. До 2020 орган місцевого самоврядування — Стовбино-Долинська сільська рада.

## Географія
Село Коби знаходиться на відстані 1 км від села Стовбина Долина.

## Населення

### Мова
Розподіл населення за рідною мовою за даними перепису 2001 року:
| Мова       | Кількість | Відсоток |
| ---------- | --------- | -------- |
| українська | 228       | 95.80%   |
| російська  | 6         | 2.52%    |
| румунська  | 2         | 0.84%    |
| угорська   | 2         | 0.84%    |
| Усього     | 238       | 100%     |

## Історія
12 червня 2020 року, відповідно до розпорядження Кабінету Міністрів України № 721-р «Про визначення адміністративних центрів та затвердження територій територіальних громад Полтавської області», село увійшло до складу Новосанжарської селищної громади.
19 липня 2020 року, в результаті адміністративно - територіальної реформи та ліквідації Новосанжарського району, село увійшло до складу новоутвореного Полтавського району Полтавської області.

## Постаті
- Писаренко Василь Григорович (1977—2015) — молодший сержант Збройних сил України, учасник російсько-української війни.

## Галерея

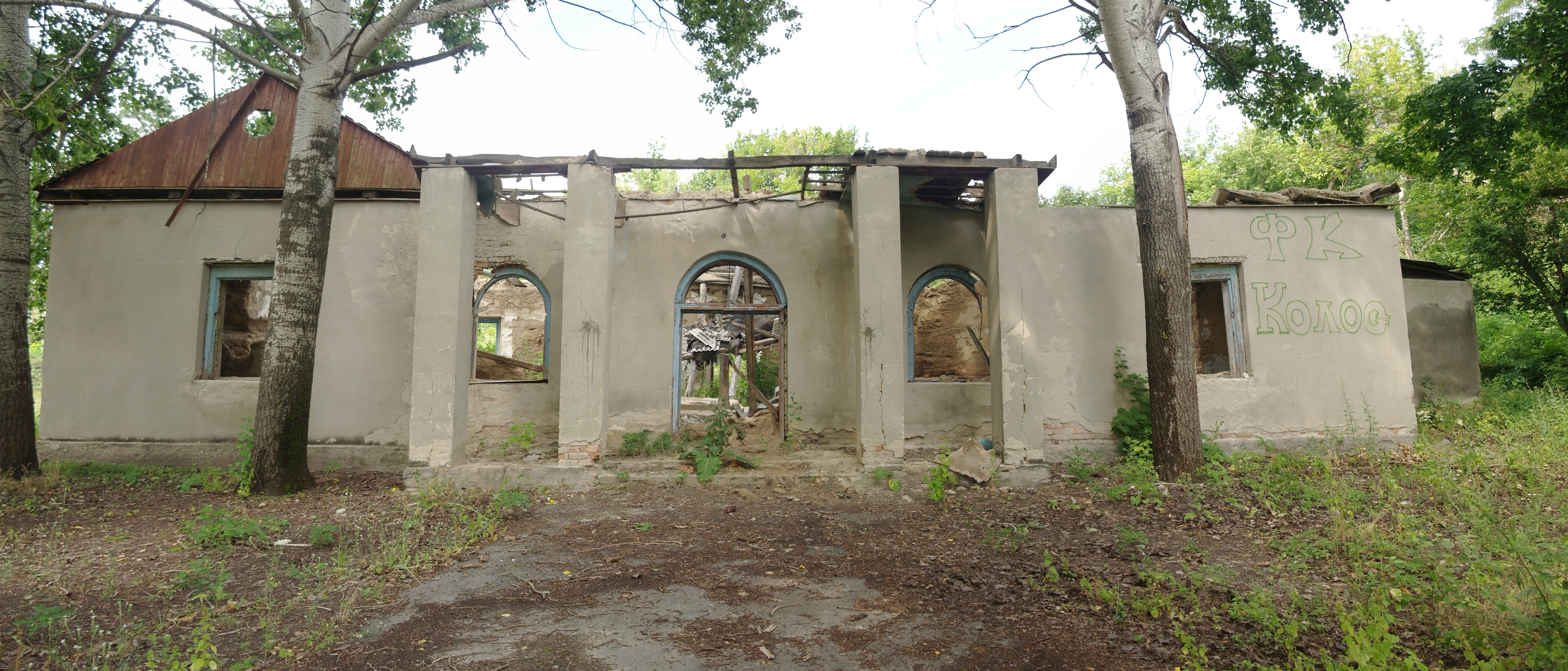
Будинок культури
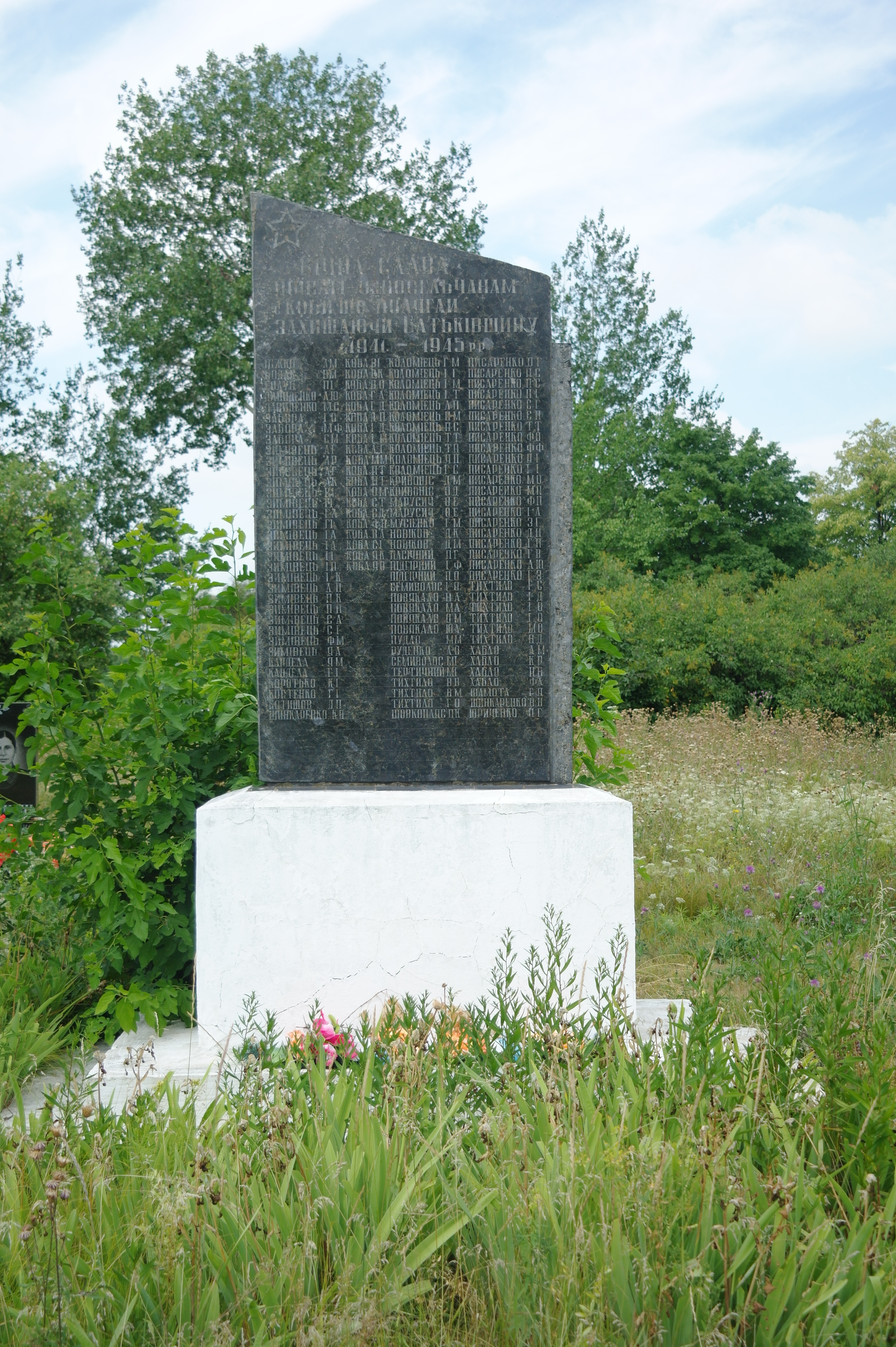
Меморіальна дошка
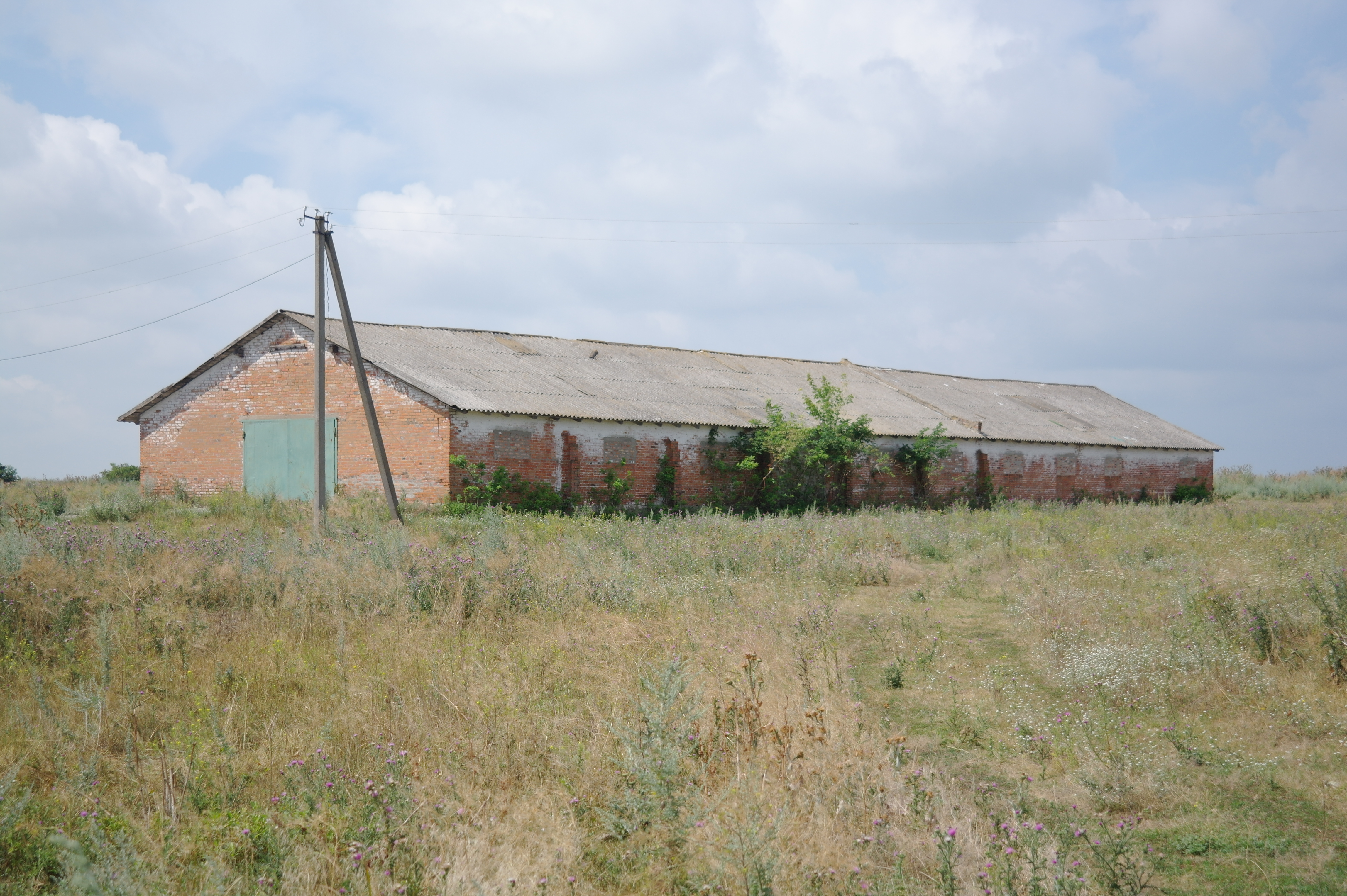
Приватне господарство
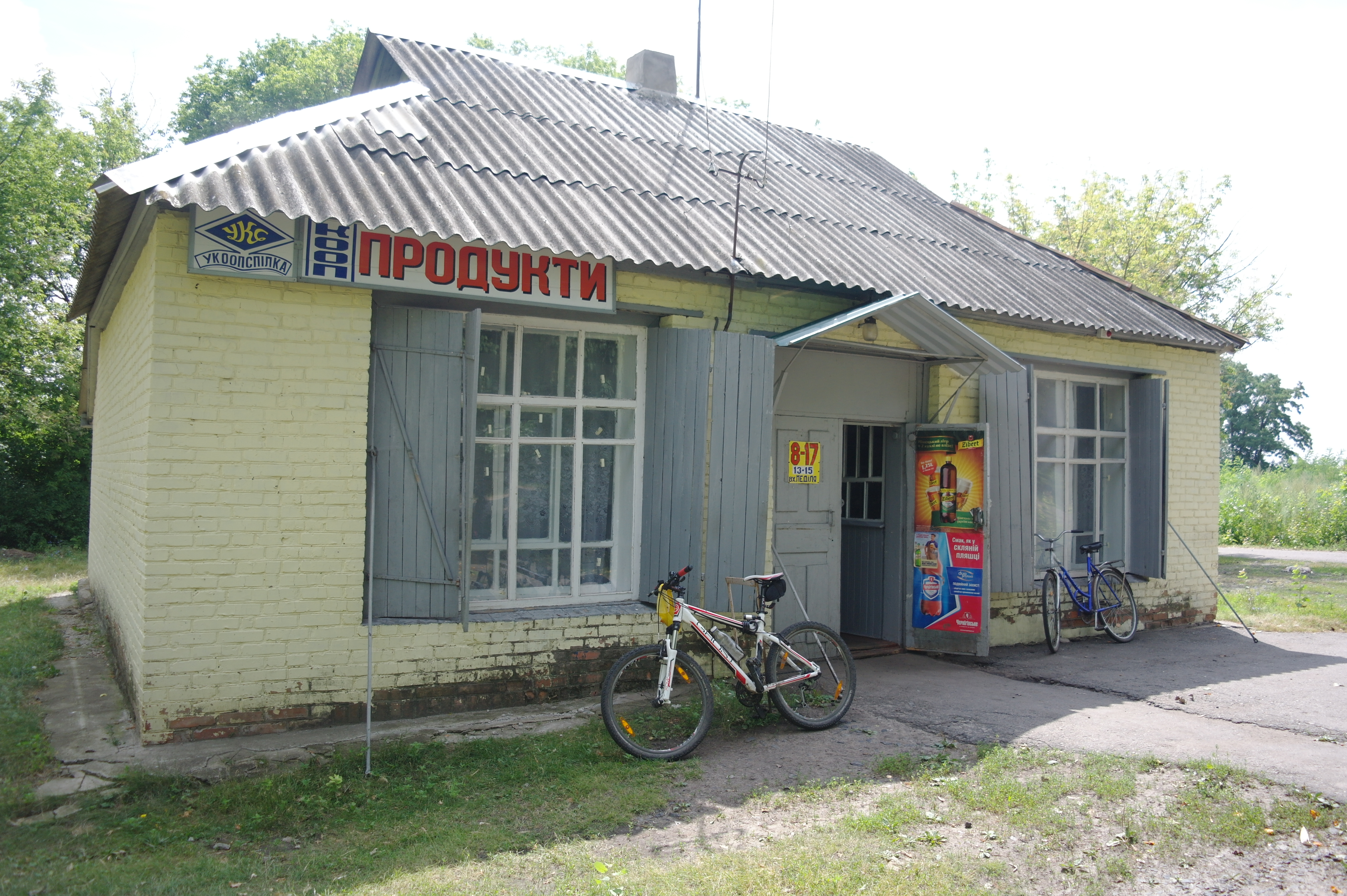
Магазин